# Intendencia de Valladolid
La Intendencia de Valladolid de Michoacán, Corregimiento-Intendencia de Valladolid o simplemente Intendencia de Valladolid, fue una de las 12 intendencias en las que se dividió el virreinato de Nueva España por mandato de la Real Ordenanza de Intendentes, promulgada en Madrid en 1786, durante el gobierno del rey Carlos III como parte de las reformas borbónicas. Su capital era la ciudad de Valladolid, actual Morelia.

## Historia

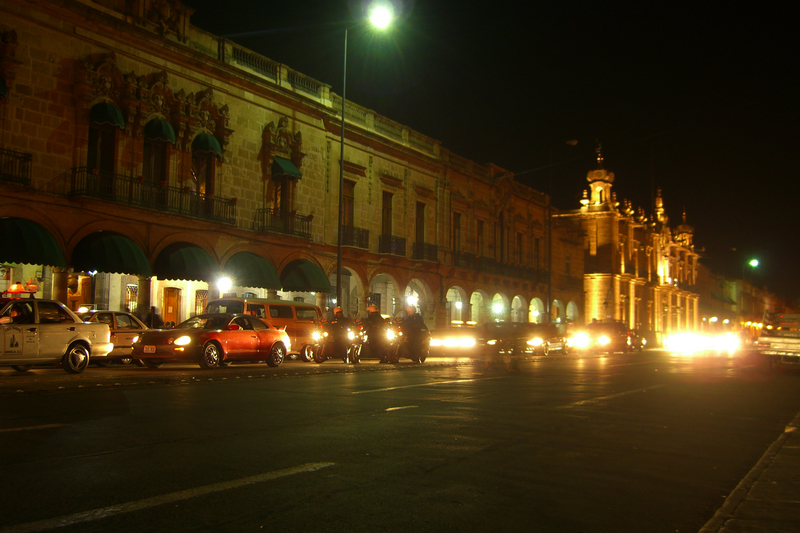
Morelia.

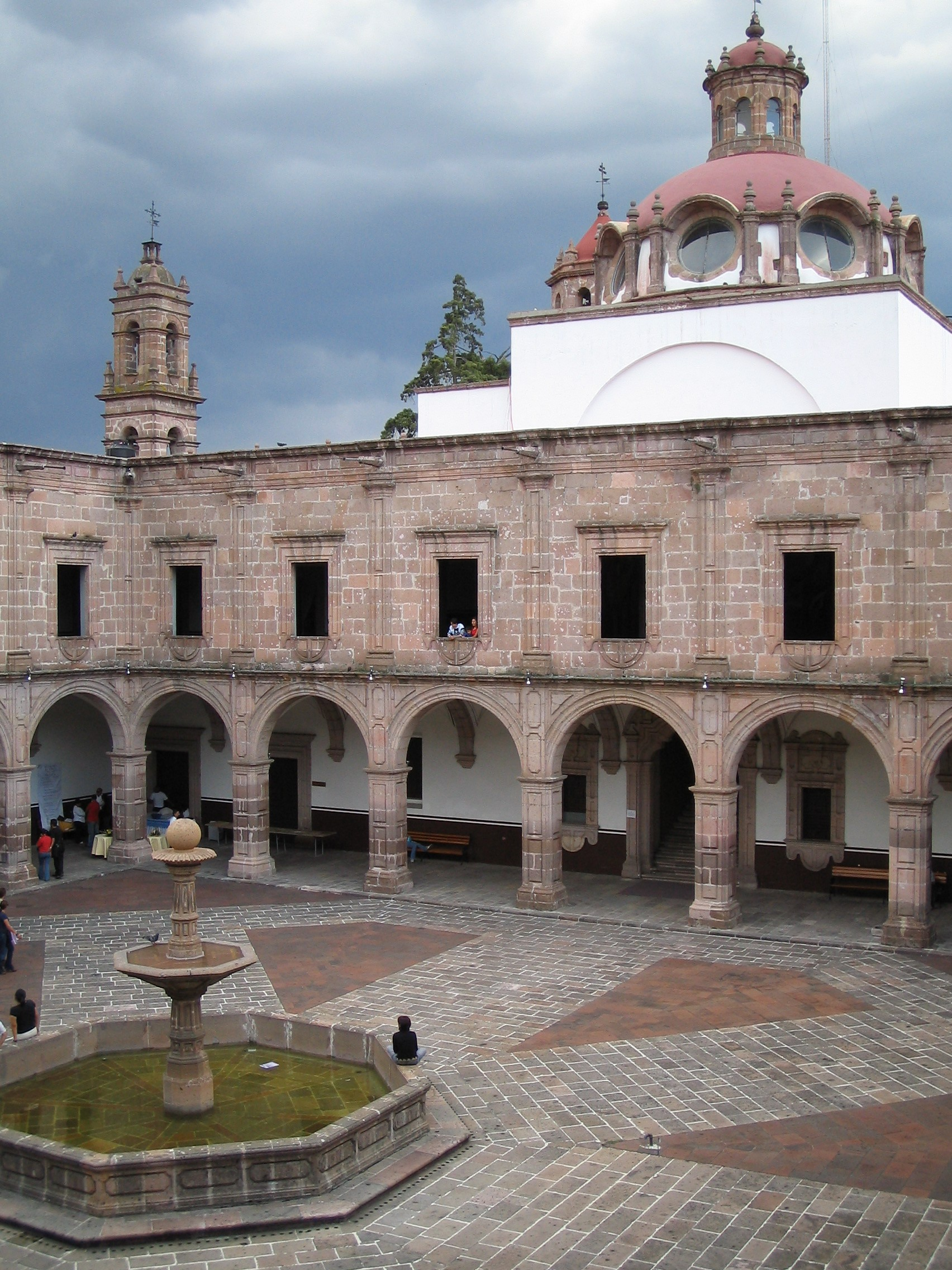
Palacio Clavijero.

Fue parte de las denominadas reformas borbónicas, el 4 de diciembre de 1786, por Cédula Real el rey Carlos III firmó la ordenanza que creaba doce intendencias en el Virreinato de Nueva España entre ellas la Intendencia de Valladolid (Morelia), reemplazando a las comandancias, corregimientos y alcaldías mayores. 

### Antecedentes
La Real Ordenanza de Intendentes en Nueva España (1786), señaló algunos cambios territoriales en la administración civil de la Provincia de Michoacán. Por lo pronto se le conoció al territorio como Intendencia de Valladolid y se subdividió en 29 partidos y 10 Alcaldías. La Alcaldía Mayor fue la de Valladolid con sus agregados de Pátzcuaro, Xaso y Teremendo. Colima fue segregada de la Intendencia de Valladolid y agregada a la de Guadalajara, Guanajuato y San Luis Potosí se erigieron cada una con una intendencia autónoma. La Intendencia de Valladolid era rica en yacimientos minerales, sobre todo, de plata y de cobre en su territorio.

### Intendentes
- Juan Antonio de Riaño.